# Тороцкаи, Ласло
Ласло Тороцкаи (венг. Toroczkai László, при рождении Тот, Tóth; род. 10 марта 1978, Сегед) — венгерский журналист и политический деятель. Основатель и председатель партии «Наша Родина» с 2018 года. Член Государственного собрания с 2022 года. В прошлом — мэр Ашоттхалома (2013—2022).

## Биография
С 1996 по 2000 год был членом «Партии венгерской правды и жизни» (Magyar Igazság és Élet Pártja, MIÉP). Баллотировался на парламентских выборах 1998 года. С 1998 года был корреспондентом парламентской фракции партии MIÉP. В 1998—2000 годах, во время Косовской войны и бомбардировки Югославии работал как журналист-корреспондент от партийной газеты Magyar Fórum на Воеводине. В 2000 году покинул партию.
В 2001 году основал и до 2006 года возглавлял праворадикальное общественное Молодёжное движение «64-х округов» (Hatvannégy Vármegye Ifjúsági Mozgalom, HVIM), которое позиционирует себя как историко-культурная ассоциация сторонников «Великой Венгрии». В 2006 году движение возглавил Гьёрги Дьюла Задьва. В 2013 году Тороцкаи покинул движение, когда был избран мэром Ашоттхалома.
В 2003—2013 годах являлся главным редактором и издателем газеты Magyar Jelen («Венгерское настоящее»).
В 2005 году вышел в свет его книга «На кровавом пути регионов» (Vármegyés a véres úton), основанная на его биографии.
18 сентября 2006 года возглавил штурм и оккупацию здания Венгерского телевидения. В 2006—2010 годы был одним из лидеров демонстраций против либерального правительства Ференца Дюрчаня и столкновений с силами правопорядка.
В 2007 году стал сооснователем вместе с Дьёрдем Будахази движения «Хунниа» (Hunnia).
В 2006—2011 годы по политическим причинам ему был запрещен въезд на территорию Словакии, в 2005 году на 3 месяца в Румынию, в 2004—2005 и 2008—2010 годы в Сербию.
С 2010 по 2022 год — депутат совета медье Чонград, на выборах 2010 и 2014 годах возглавлял предвыборный список кандидатов в области Чонград от парламентской партии «Йоббик» («За лучшую Венгрию»), несмотря на то, что не являлся членом этой партии. На выборах 2019 года баллотировался от партии «Наша Родина». Покинул совет после избрания в парламент в 2022 году.
В 2013 году как независимый кандидат был избран мэром города Ашоттхалом, получил 71,5 % голосов. В 2014 году переизбран на безальтернативных выборах, получил 100 % голосов. На посту отметился запретом публично поддерживать права ЛГБТ и практиковать ислам в городе. После начала Европейского миграционного кризиса, в начале 2015 года стал инициатором возведения пограничного барьера на южных рубежах Венгрии для препятствования потоку мигрантов. Однако Тороцкаи заявил, что  он уважает все исторические религии, включая ислам, и борется против массовой миграции и крайнего либерализма, а не против религий и традиций. На выборах 2019 года баллотировался от коалиции, в которую вошли «Наша Родина», MIÉP и «Независимая партия мелких хозяев», был переизбран мэром, набрав 68,42 % голосов.
В 2016 году по приглашению руководителя «Йоббик» Габора Воны стал его заместителем. После парламентских выборов 2018 года и отставки Габора Воны претендовал на руководство партией, но проиграл Тамашу Шнайдеру, набрав 46,2 % с традиционной ультраправой платформой. В том же году исключён из партии.
Затем вместе с Элёдом Новаком и Дорой Дуро основал националистическую партию  «Наша Родина» (Mi Hazánk Mozgalom).
Возглавил список партии на выборах в Европейский парламент 2019 года.
На парламентских выборах 2022 года возглавил список партии и избран членом Государственного собрания. С 4 июля является заместителем председателя венгерской делегации в Межпарламентском союзе. С 10 октября является членом Парламентской ассамблеи Совета Европы, состоит в Комитете по вопросам миграции, беженцев и перемещённых лиц.
На выборах в Европейский парламент 2024 года возглавил список партии. После избрания отказался от мандата как и второй номер в списке Дора Дуро в пользу Жужаны Борвендег, третьего номера списка.
В своей политической деятельности делает упор на защиту национальных интересов и укрепление местных сообществ, например, через продвижение отечественной продукции. В 2024 году партия «Наша Родина» провела всемирную выставку и конференцию Hungulf, ориентированную на вывод венгерской продукции на международный рынок.